# Titouan Castryck
Titouan Castryck (Saint-Malo, 28 agosto 2004) è un canoista francese, specializzato nel kayak slalom, vice-campione olimpico nel K1 slalom a Parigi 2024.

## Biografia

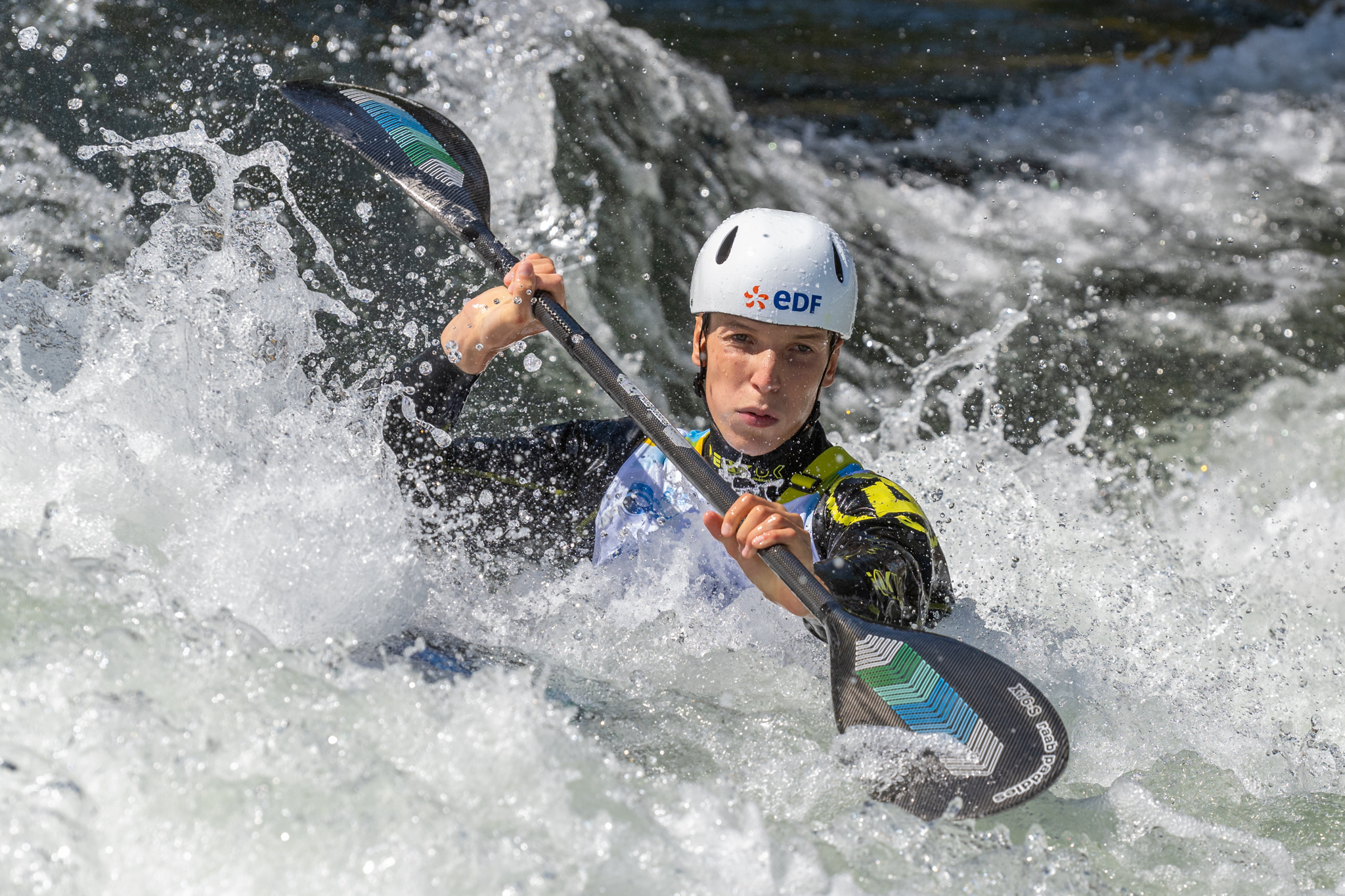
Titouan Castryck ai mondiali di Augusta 2022.

Ai mondiali di Augusta 2022 ha vinto il bronzo nel K1 a squadre, con Boris Neveu e Malo Quéméneur.
Ai Giochi europei di Cracovia 2023 è salito sul terzo gradino del podio nel K1 a squadre, con Boris Neveu e Benjamin Renia. Con gli stessi compagni ha ottenuto l'argento nel K1 a squadre ai Londra 2023, terminando alle spalle della squadra ceca.
Agli europei di Tacen 2024 ha conquistato il bronzo nel K1 a squadre, con Anatole Delassus e Vincent Delahaye.
Ha rappresentato la Francia ai Giochi olimpici estivi di Parigi 2024, dove ha vinto la medaglia d'argento nello slalom K1, precededuto sul podio dall'italiano Giovanni De Gennaro.

## Palmarès
- Giochi olimpici

Parigi 2024: argento nel K1;
- Mondiali

Augusta 2022: bronzo nel K1 a squadre;
Londra 2023: argento nel K1 a squadre;
- Giochi europei

Cracovia 2023: bronzo nel K1 a squadre;
- Europei

Tacen 2024: bronzo nel K1 a squadre;
- Europei U23

Cracovia 2023: oro nel K1 a squadre; bronzo nel K1;
- Mondiali junior

Tacen 2021: oro nel K1; bronzo nel K1 a squadre;
Ivrea 2022: oro nel K1; argento nel K1 a squadre;
- Europei junior

České Budějovice 2022: oro nel K1; oro nel kayak cross;